# 維拉尼山
16°28′50″S 70°58′45″W / 16.48056°S 70.97917°W

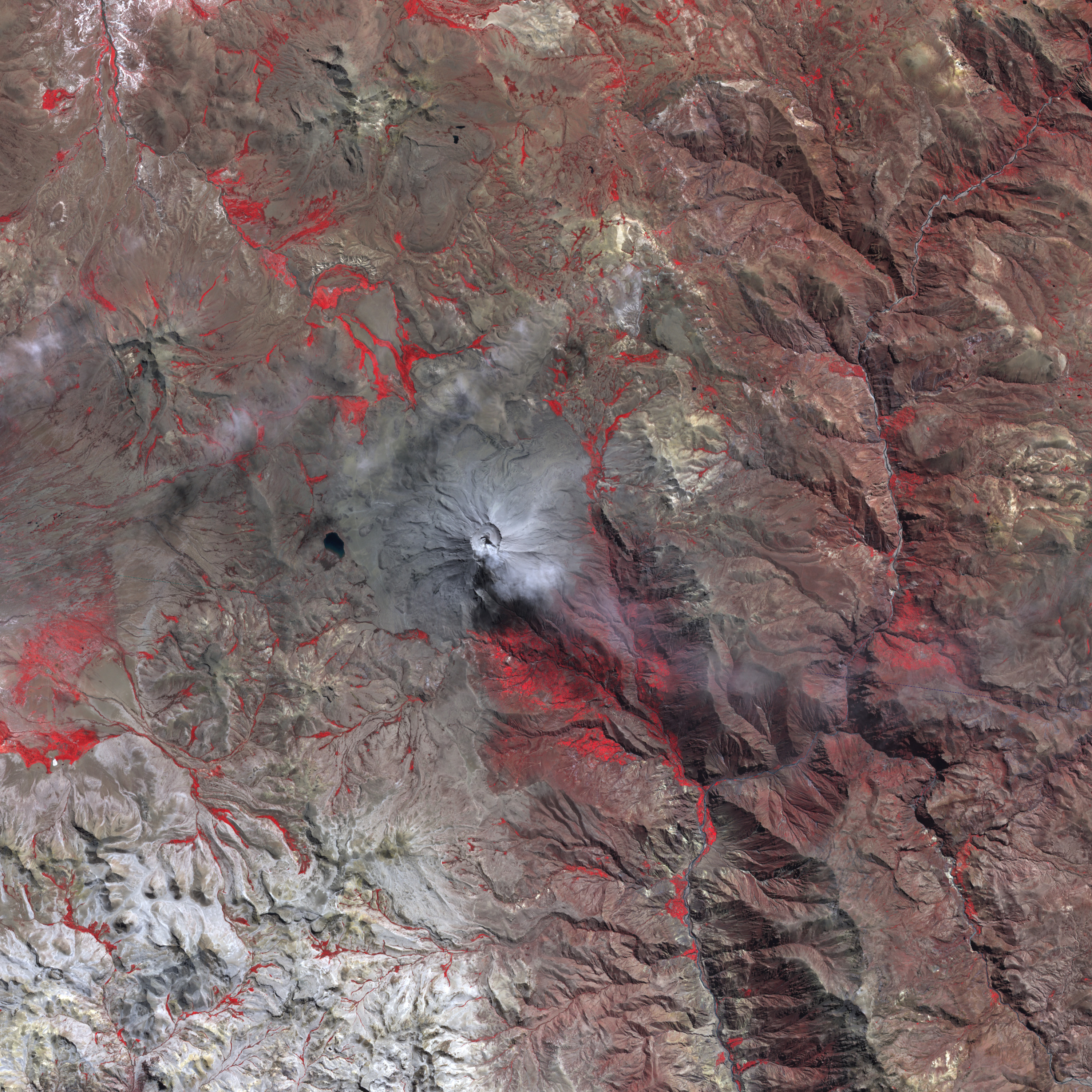

維拉尼山（Wilani），是秘魯的山峰，位於該國南部阿雷基帕大區和莫克瓜大區，由阿雷基帕省和桑切斯將軍山省負責管轄，屬於安地斯山脈的一部分，海拔高度5,200米。